# El Carmen del Darién
El Carmen del Darién é um município da Colômbia, localizado no departamento de Chocó.